# Mike Munchak
Michael "Mike" Anthony Munchak (* 6. März 1960 in Scranton, Pennsylvania, USA) ist ein ehemaliger US-amerikanischer American-Football-Spieler. Er spielte als Guard in der National Football League (NFL) bei den Houston Oilers. Munchak war von 2011 bis 2013 Head Coach der Tennessee Titans.

## Jugend
Mike Munchak spielte bereits im Alter von neun Jahren in einer Kinderliga American Football. Auf der High School spielte er als Fullback. 1976 und 1977 wurde er zweimal von der Zeitung "The Scranton Times" zum Athleten der Woche gewählt. Die Zeitschrift "Sports Illustrated" wählte ihm 1977 zum All American. Gleichzeitig wurde er in die Auswahl der Big Ten Conference aufgenommen und zum Spieler des Jahres in dieser Conference gewählt.

## Spielerlaufbahn

### Collegekarriere
Mike Munchak erhielt im Februar 1978 ein Stipendium an der Pennsylvania State University. Von Joe Paterno, Trainer der dortigen Footballmannschaft, den Penn State Nittany Lions, wurde Munchak in seinem ersten Studienjahr in den Special Teams eingesetzt. In diesem Jahr zog er mit der Mannschaft nach einer niederlagenfreien Saison in den Sugar Bowl ein, wo man der Mannschaft der University of Alabama mit 14:7 unterlag. Durch diese Niederlage gewannen die Nittany Lions 1978 lediglich die Vizemeisterschaft. 1979 wechselte Munchak auf die Position eines Guards und konnte sich sofort als Starter in der Offensive Line etablieren. Aufgrund einer Knieverletzung musste er die gesamte Spielzeit 1980 aussetzen, konnte aber in der nachfolgenden Spielrunde alle Spiele für sein Team bestreiten. Die Nittany Lions zogen in den Fiesta Bowl ein, den die Mannschaft mit 26:10 gegen die University of Southern California gewinnen konnte. Obwohl Munchak für seine Collegemannschaft noch für ein Jahr spielberechtigt gewesen wäre, entschloss er sich zu einer Profikarriere, machte aber trotzdem einen Wirtschaftsabschluss.

### Profikarriere
Mike Munchak wurde 1982 von den Houston Oilers, die in der American Football Conference spielten, in der ersten Runde an achter Stelle gedraftet. Er erhielt von der Mannschaft aus Houston ein Salär von 1 Million US-Dollar pro Saison und konnte sich sofort als Starter in der Offense des Teams etablieren. Munchak wurde zum Schutz der Quarterbacks Archie Manning und Gifford Nielsen eingesetzt und hatten darüber hinaus die Aufgabe Runningback Earl Campbell den Weg in die gegnerische Endzone frei zu blocken. Die NFL-Saison 1982 war allerdings geprägt durch einen Spielerstreik an dem sich auch Munchak beteiligt. Er kam in dieser Runde daher nur viermal zum Einsatz. 1984 konnten die Oilers Warren Moon verpflichten, der fortan die Offense der Mannschaft als Quarterback anführen sollte. Bis 1986 gelang es Munchak und den Oilers nicht in die Play-offs einzuziehen. Das Jahr 1986 lief auch für ihn persönlich nicht gut. Aufgrund seiner Knieprobleme konnte er lediglich sechs Spiele in der Spielrunde bestreiten. Die Knieprobleme sollten ihn bis zu seinem Karriereende begleiten.
Erst nach der Regular Season 1987 konnte sich Michael Munchak mit seinem Team aus Houston zum ersten Mal für die Play-offs qualifizieren. Dies gelang Munchak und den Oilers auch in den folgenden sechs Spielzeiten. Ein Einzug in das AFC Championship Game blieb ihm im Laufe seiner Profikarriere allerdings verwehrt. Er musste nach der Saison 1993 mit chronischen Kniebeschwerden seine Laufbahn beenden.

## Trainerkarriere
Unmittelbar nach seiner Spielerlaufbahn wurde Michael Munchak in die Geschäftsführung der Oilers aufgenommen. Von 1997 bis 2011 betreute er als Assistenztrainer die Offensive Line der Oilers, die nach ihrem Umzug nach Nashville in Tennessee Titans umbenannt wurden. Im Jahr 1999 gelang ihm sein bislang größter Mannschaftserfolg. Die Titans schlugen im AFC Championship Game die Jacksonville Jaguars mit 33:14, unterlagen aber im Super Bowl XXXIV den St. Louis Rams mit 23:16. Am 7. Februar 2011 wurde Munchak zum Head Coach befördert, nachdem der langjährige Head Coach Jeff Fisher seinen Rücktritt bekannt gab. Im Januar 2014 erfolgte seine Entlassung. Er steht derzeit als Assistent von Vic Fangio bei den Denver Broncos unter Vertrag und betreut dort die Offensive Line.

## Ehrungen
Mike Munchak spielte neunmal im Pro Bowl, dem Abschlussspiel der besten Spieler einer Saison. Dreimal wurde er zum Pro Bowl MVP ernannt. Er wurde zehnmal zum All-Pro gewählt.  Er ist Mitglied im  NFL 1980s All-Decade Team, in der Pro Football Hall of Fame und in der National Polish-American Sports Hall of Fame und in der Pennsylvania Sports Hall of Fame, sowie in der Texas Sports Hall of Fame. Die Titans haben seine Rückennummer gesperrt. Seit 1997 wird jährlich ein Wohltätigkeitsgolfturnier in seinem Namen ausgerichtet.